# Zarzecze (rejon prużański)
Zarzecze (biał. Зарэчча; ros. Заречье) – wieś na Białorusi, w obwodzie brzeskim, w rejonie prużańskim, w sielsowiecie Wielkie Sioło, przy Puszczy Białowieskiej.
W dwudziestoleciu międzywojennym leżało w Polsce, w województwie poleskim, w powiecie prużańskim. 